# Genoa (Illinois)
Genoa è un comune degli Stati Uniti d'America, situato in Illinois, nella Contea di DeKalb.